# Subsecció alpina
Un subsecció alpina (abreviat en italià, STS) és una de les subdivisions de la serralada dels Alps, introduït amb la SOIUSA (subdivisió orogràfica internacional unificada del sistema alpí) a partir de l'any 2005.

## Antecedents
La Partició dels Alps de l'any 1926 havia classificat la serralada dels Alps en 26 seccions i 112 grups. Aquesta classificació va revelar aviat diversos límits: tenia una visió massa italo-cèntrica, no respectava la naturalesa diversa dels diferents massissos alpins. A més la literatura austríaca i francesa dividia respectivament els Alps francesos i els Alps austríacs a massissos de dimensions molt més petites que les seccions alpines.

## Definició

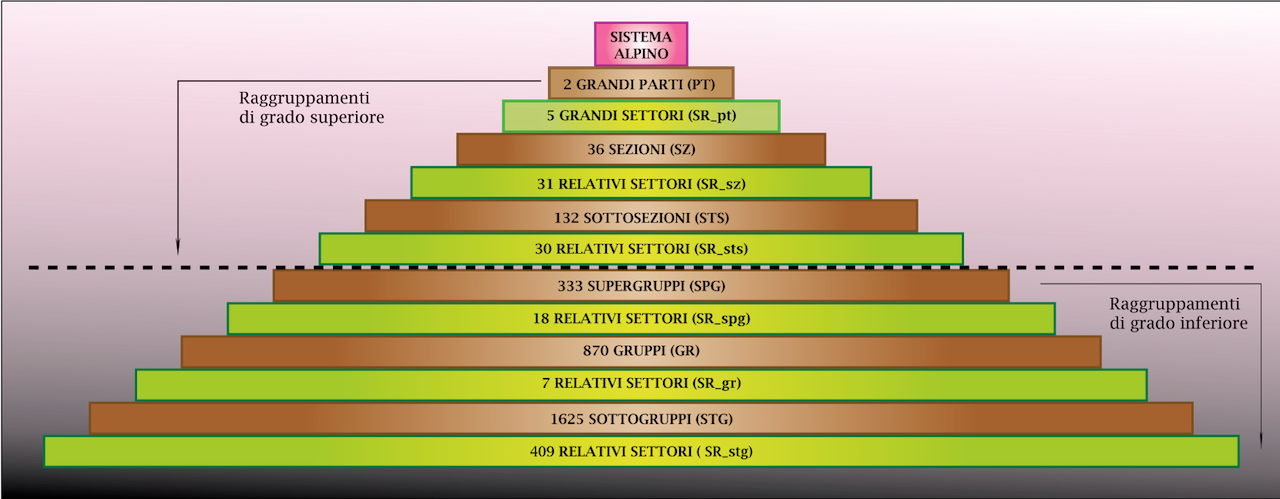
La Piràmide SOIUSA, o les diverses subdivisions dels Alps segons la SOIUSA.

Per superar aquesta dificultat, la SOIUSA per una banda va mantenir el concepte de secció alpina i, quan fou possible, no es va apartar de les seccions individualitzades per la Partició dels Alps; d'altra banda introdueix el concepte de subsecció alpina aproximant-se així als massissos individualitzats als Alps francesos i austríacs. La SOIUSA de tal manera va individualitzar 36 seccions alpines i 132 subseccions.

## Llista de les subseccions
Posant de manifest la secció de pertinença a continuació ve inclòs l'elenc de les 132 subseccions (a l'esquerra un nombre progressiu de les 132 subseccions, a la dreta la classificació SOIUSA de les subseccions):
Alps Lígurs (1)
- (1) Prealps Lígurs (1.I)
- (2) Alps del Marguareis (1.II)

Alps Marítims i prealps de Niça (2)
- (3) Alps Marítims (2.I)
- (4) Prealps de Niça (2.II)

Alps i Prealps de la Provença (3)
- (5) Alps de la Provença (3.I)
- (6) Prealps de Digne (3.II)
- (7) Prealps de Grasse (3.III)
- (8) Prealps de Vaucluse (3.IV)

Alps Cozie (4)
- (9) Alps del Monviso (4.I)
- (10) Alps del Montgenèvre (4.II)
- (11) Alps del Mont Cenis (4.III)

Alps del Delfinat (5)
- (12) Alps de les Grandes Rousses i de les Aiguilles d'Arves (5.I)
- (13) Cadena de Belledonne (5.II)
- (14) Massís dels Écrins (5.III)
- (15) Massís del Taillefer (5.IV)
- (16) Massís del Champsaur (5.V)
- (17) Massís d'Embrunais (5.VI)
- (18) Muntanyes orientals de Gap (5.VII)

Prealps del Delfinat (6)
- (19) Prealps del Devoluy (6.I)
- (20) Prealps occidentals de Gap (6.II)
- (21) Prealps del Vercors (6.III)
- (22) Prealps del Diois (6.IV)
- (23) Prealps de les Baronnies (6.V)

Alps de Graies (7)
- (24) Alps de Lanzo i de l'Alta Moriana (7.I)
- (25) Alps de la Vanoise i del Grand Arc (7.II)
- (26) Alps de la Grande Sassière i del Rutor (7.III)
- (27) Alps del Gran Paradiso (7.IV)
- (28) Alps del Mont Blanc (7.V)
- (29) Alps del Beaufortain (7.VI)

Prealps de la Savoia (8)
- (30) Aiguilles Rouges (8.I)
- (31) Prealps del Giffre (8.II)
- (32) Prealps de Chablais (8.III)
- (33) Prealps de Bornes (8.IV)
- (34) Prealps de Bauges (8.V)
- (35) Prealps de la Chartreuse (8.VI)

Alps Penins (9)
- (36) Alps del Grand Combin (9.I)
- (37) Alps del Weisshorn i del Cervino (9.II)
- (38) Alps del Monte Rosa (9.III)
- (39) Alps Bielleses i Cusians (9.IV)
- (40) Alps del Mischabel i del Weissmies (9.V)

Alps Lepontins (10)
- (41) Alps del Monte Leone i del San Gottard (10.I)
- (42) Alps Ticineses i del Verbano (10.II)
- (43) Alps d'Adula (10.III)

Prealps de Lugano (11)
- (44) Prealps Comascs (11.I)
- (45) Prealps Varesins (11.II)

Alps Bernesos (12)
- (46) Alps d'Uri (12.I)
- (47) Alps Bernesos en sentit estricte iss (12.II)
- (48) Alps de Vaud (12.III)

Alps de Glaris (13)
- (49) Alps d'Uri-Glaris (13.I)
- (50) Alps de Glaris en sentit estricte iss (13.II)

Prealps helvètics (14)
- (51) Prealps de Vaud i Friburg (14.I)
- (52) Prealps bernesos (14.II)
- (53) Prealps de Lucerna i d'Unterwald (14.III)
- (54) Prealps de Schwyz i d'Uri (14.IV)
- (55) Prealps d'Appenzell i de San Galo (14.V)

Alps Réticos occidentales (15)
- (56) Alps del Platta (15.I)
- (57) Alps del Albula (15.II)
- (58) Alps del Bernina (15.III)
- (59) Alps de Livigno (15.IV)
- (60) Alps de la Val Müstair (15.V)
- (61) Alps del Silvretta, del Samnaun i del Verwall (15.VI)
- (62) Alps del Plessur (15.VII)
- (63) Cadena del Rätikon (15.VIII)

Alps Réticos orientals (16)
- (64) Alps Venoste (16.I)
- (65) Alps del Stubai (16.II)
- (66) Alps Sarentinos (16.III)

Alps del Tauern occidentales (17)
- (67) Alps de la Zillertal (17.I)
- (68) Alts Tauern (17.II)
- (69) Alps Pustereses (17.III)
- (70) Grup del Kreuzeck (17.IV)

Alps de Tauern orientals (18)
- (71) Tauern de Radstadt (18.I)
- (72) Tauern de Schladming i de Murau (18.II)
- (73) Tauern de Wölz i de Rottenmann (18.III)
- (74) Tauern de Seckau (18.IV)

Alps d'Estiria i Carintia (19)
- (75) Alps de la Gurktal (19.I)
- (76) Alps de la Lavanttal (19.II)

Prealps d'Estiria (20)
- (77) Prealps nord-occidentals d'Estiria (20.I)
- (78) Prealps sud-occidentals d'Estiria (20.II)
- (79) Prealps centrals d'Estiria (20.III)
- (80) Prealps orientals d'Estiria (20.IV)

Alps calizos del Tirol septentrional (21)
- (81) Alps de la Lechtal (21.I)
- (82) Monts de las Lechquellen (21.II)
- (83) Monts de Mieming i del Wetterstein (21.III)
- (84) Monts del Karwendel (21.IV)
- (85) Alps de Brandenberg (21.V)
- (86) Monts del Kaiser (21.VI)

Alps Bávaros (22)
- (87) Prealps de Bregenz (22.I)
- (88) Alps del Algovia (22.II)
- (89) Alps del Ammergau (22.III)
- (90) Alps del Wallgau (22.IV)
- (91) Alps del Mangfall (22.V)
- (92) Alps del Chiemgau (22.VI)

Alps esquistosos tiroleses (23)
- (93) Prealps del Tux (23.I)
- (94) Alps de Kitzbühel (23.II)

Alps Septentrionals Salzburgueses (24)
- (95) Monts del Stein (24.I)
- (96) Alps esquistosos salzburgueses (24.II)
- (97) Alps de Berchtesgaden (24.III)
- (98) Monts de Tennen (24.IV)

Alps del Salzkammergut i d'Alta Àustria (25)
- (99) Monts del Dachstein (25.I)
- (100) Monts del Salzkammergut (25.II)
- (101) Monts Totes (25.III)
- (102) Prealps d'Alta Àustria (25.IV)

Alps septentrionales de Estiria (26)
- (103) Alps de l'Ennstal (26.I)
- (104) Alps Nord-orientals d'Estiria (26.II)

Alps de la Baixa Àustria (27)
- (105) Alps de Türnitz (27.I)
- (106) Alps del Ybbstal (27.II)
- (107) Prealps Orientals de la Baixa Àustria (27.III)

Alps Rètics meridionals (28)
- (108) Alps de l'Ortles (28.I)
- (109) Alps de la Val de Non (28.II)
- (110) Alps de l'Adamello i de la Presanella (28.III)
- (111) Dolomites de Brenta (28.IV)

Alps i Prealps de Bèrgam (29)
- (112) Alps Orobies (29.I)
- (113) Prealps de Bèrgam (29.II)

Prealps de Brescia i Garda (30)
- (114) Prealps de Brescia (30.I)
- (115) Prealps de Garda (30.II)

Dolomites (31)
- (116) Dolomites de Sesto, de Braies i d'Ampezzo (31.I)
- (117) Dolomites de Zoldo (31.II)
- (118) Dolomites de Gardena i de Fassa (31.III)
- (119) Dolomites de Feltre i de Pale de San Martino (31.IV)
- (120) Dolomites de Fiemme (31.V)

Prealps de Véneto (32)
- (121) Prealps Vicentinss (32.I)
- (122) Prealps de Belluno (32.II)

Alps Càrnicsi del Gail (33)
- (123) Alps Càrnics (33.I)
- (124) Alps del Gail (33.II)
- (125) Prealps Càrnics (33.III)

Alps i Prealps Julians (34)
- (126) Alps Julians (34.I)
- (127) Prealps Julians (34.II)

Alps de Caríntia i Eslovènia (35)
- (128) Karavanke (35.I)
- (129) Alps de Kamnik i de la Savinja (35.II)

Prealps Eslovens (36)
- (130) Prealps Eslovens occidentals (36.I)
- (131) Prealps Eslovens orientals (36.II)
- (132) Prealps Eslovens del nord-est (36.III)